# Apaporis
Apaporis (hiszp. Río Apaporis) – rzeka w Kolumbii. Ma 880 km długości. Rzeka powstaje w wyniku złączenia rzek Ajajú i Macaya. Płynie w kierunku południowo-wschodnim, w pobliżu granicy Kolumbii z Brazylią uchodzi do rzeki Caquetá, która płynie dalej jako Japurá. Jest jedna z najbardziej odizolowanych rzek w dorzeczu Amazonki. W 1943 roku została zbadana przez Richarda Evana Schultesa. Nad rzeką jest położony Park Narodowy Yaigojé Apaporis.